# 조현옥
조현옥(趙顯玉, 1956년 9월 21일 ~ )은 대한민국의 정치인이다. 문재인 정부의 초대 대통령비서실 인사수석비서관을 역임하였다.

## 생애
숙명여자고등학교를 졸업한 후 이화여자대학교 정치외교학과를 나온 그녀는 이화여자대학교 대학원에서 정치학 석사 학위를 취득하였다. 이후 1983년부터 한국여성정책연구원(구 한국여성개발원) 조사연구실 연구원, 이화여자대학교 정치학 강사로 일했다. 1998년 독일로 유학을 가 하이델베르크 칼루프레히트 대학에서 '한국의 근대화 과정에서의 사회운동의 발전에 관한 연구'로 정치학 박사 학위를 받았다. 귀국 후 대학에서 정치학과 여성학을 강의하였으며 2001년부터 2006년까지 <젠더정치연구소 여.세.연>(구 여성정치세력민주연대) 활동을 통해 여성의 정치 세력화에 힘썼다. 한신대학교 책임급 연구원, 대통령비서실 인사수석실 균형인사비서관, 서울특별시 여성가족정책실장, 제19대 대통령 선거 더불어민주당 선거대책위원회 성평등본부 부본부장 등을 역임하였고 문재인 정부 출범 후 초대 인사수석비서관으로 임명되었다.  서울특별시 여성가족정책실장 재임 기간이었던 2015년에 서울특별시 성폭력 예방정책 '여성안심특별시 정책'으로 유엔 공공행정상(UN Public Service Awards, UNPSA) 대상(First Place Winner)을 수상했다.

## 논란 및 비판
청와대 인사수석 재직 중, 자신이 추천한 여러 정부 인사들이 구설수에 오르면서 문재인 정부의 공직자 검증시스템에 문제가 있다는 비판이 쇄도했다. 이로 인해 조국 민정수석과 함께 인사 참사의 가장 큰 책임자로 지목되었고 사퇴 압박을 받았다. 이와 관련해 2019년 5월 28일, 인사수석에서 퇴임하면서 "열심히 했지만, 국민 눈높이에 맞지 않는 인사로 심려를 끼쳐 유감스럽게 생각한다"는 말을 남겼다. 중진공 이사장에 이상직 전 의원 임명할 것을 지시한 혐의로 검찰로 부터 기소를 당함

## 학력
- 숙명여자고등학교
- 이화여자대학교 정치외교학 학사
- 이화여자대학교 대학원 정치학 석사
- 하이델베르크대학교 대학원 정치학 박사

## 경력
- 1983년 6월 ~ 1987년 1월 : 한국여성정책연구원 조사연구실 연구원
- 2001년 5월 ~ 2006년 1월 <젠더정치연구소 여.세.연>(구 여성정치세력민주연대) 대표[11]
- 2002년 8월 ~ 2004년 7월: 한신대학교 책임급 연구원
- 2006년 5월 ~ 2007년 8월 대통령비서실 인사수석실 균형인사비서관
- 2007년 9월 ~ 2010년 8월: 이화여자대학교 초빙교수, 특임교수
- 2011년 12월 ~ 2015년 12월: 서울특별시 여성가족정책실 실장
- 2017년 5월 ~ 2019년 5월: 대통령비서실 인사수석
- 2020년 11월 ~ 2022년 10월: 주독일대한민국대사관 대사

## 수상
- 2015년 유엔(UN) 공공행정상(UNPSA) 대상